# Otón I, duque de Suabia y Baviera
Otón I, duque de Suabia y Baviera (955-Lucca, 1 de noviembre de 982) era hijo de Liudolfo de Suabia y su esposa Ida, y por lo tanto nieto del emperador Otón I de Alemania y su esposa anglosajona Edith de Wessex (y, a través de Edith, era nieto de Alfredo el Grande). Su hermana Matilde fue abadesa de un monasterio en Essen. Fue duque de Suabia de 973 a 982.
Fue nombrado duque de Baviera en 976, después de que Enrique el Pedenciero perdiera sus posesiones de Baviera tras rebelarse contra el emperador Otón II. Fue consejero de Otón II durante la guerra de los tres Enriques y posteriormente le acompañó en su campaña en Italia contra los árabes, en 982. Otón I sobrevivió a la derrota del ejército imperial en la batalla de Stilo, cerca de Crotona, el 13 de julio de 982 y a una posterior emboscada de las fuerzas árabes. El emperador en persona le asignó la tarea de adelantarse para anunciar el fin de la campaña y el regreso a Alemania, pero murió en el camino el 1 de noviembre de 982 en Lucca. Fue enterrado en Aschaffenburg.
Su hermana Matilde fue dotada de una valiosa crux gemata (cruz enjoyada) que todavía se conserva en el tesoro de la catedral de Essen.